# Limnophyes pilicistulus
Limnophyes pilicistulus är en tvåvingeart som beskrevs av Ole Anton Saether 1975. Limnophyes pilicistulus ingår i släktet Limnophyes och familjen fjädermyggor. Inga underarter finns listade i Catalogue of Life.